# Kublai Khan
Kublai Khan, Khubilai Khan eller "den sidste af de store khaner" (født 23. september 1215, død 18. februar 1294) var en mongolsk militærleder. Han var den femte Khagan af det Mongolske Imperium. Han var 1260–1294 khan i det Mongolske kejserdømme og grundlægger og kejser (1279–1294) af det kinesiske Yuan-dynasti.
Han er fjerde søn af Tolui (anden søn med Sorghaghtani Beki) og Djengis Khans barnebarn. Han efterfulgte sin bror Möngke i 1260, men blev nødt til at kriges og slå sin broder ihjel under Toluid borgerkrigen, der varede til 1260. Det er begyndelsen til splittelsen i imperiet. Kublais egentlige magt var begrænset til Kina og Mongoliet, men som Khagan havde han indflydelse på Ilkhanate og i mindre grad også i Gyldne Hordes områder. Hans indflydelse strakte fra Stillehavet til Det Sorte Hav og fra Sibirien til nutidens Afghanistan - en femtedel af verdens befolkede areal.
I 1271 etablerede Kublai Yuan-dynastiet, som herskede over det nuværende Mongoliet, Kina, Korea og nogle tilstødende områder, og blev Kejseren af Kina. I 1279 havde Yuan bekæmpet den sidste modstand fra det sydlige Song-dynastiet, og Kublai blev den første fremmede kejser, der erobrede hele Kina. Han var også den eneste mongolske Khan, der gjorde nye erobringer efter 1260.
Kublai Khans anden bror, Hulagu, invaderede Persien og grundlagde Ilkhanate.

## Tidlige år
Som Kublais bedstefar Djengis Khan rådede, valgte Sorghagtani en buddistisk kvinde som barnepige. Kublai hædrede hende senere. På vej hjem fra erobringen af det Khwarizmanske Imperium, hædrede Djengis Khan sine børnebørn Möngke og Kublai efter deres første jagt i 1224 ved Balkhasjsøen. Kublai var ni år gammel, og han og hans ældste broder dræbte en kanin og en antilope. Hans bedstefar smurte fedt fra de dræbte dyr på Kublais langemand i overensstemmelse med mongolsk tradition.
Efter Mongol-Jin krigen i 1236 gav Ögedei familien Tolui Hebei området (med 80.000 husholdninger). Kublai modtog selv en ejendom på 10.000 familier. Men fordi Kublai var uerfaren, gav han de lokale embedsmænd og tjenestemænd fri kontrol over området. Korruption blandt dem og en aggressiv skatteforhøjelse forårsagede, at et stort antal bønder flygtede, og det førte til et fald i skatteindtægterne. Kublai skyndte sig til Hebei og beordrede nye reformer. Sorghaghtani sendte nye tjenestefolk afsted for at hjælpe ham, og skattelovene blev revideret. I takt og med takket være disse anstrengelser vendte mange af de flygtende tilbage.
Den mest fremtrædende og velsagtens den mest indflydelsesrige bestanddel af Kublai Khans tidlige liv var hans tiltrækning til den kinesiske kultur. Kublai inviterede Haiyun, den førende buddhistisk munk i det nordlige Kina, til sit "hjem" i Mongoliet. Da han mødte Haiyun i Karakorum i 1242, udspurgte Kublai ham om filosofien bag budismen. Haiyun døbte Kublais søn, som var født i 1243, Zhenjin ( Ægte guld på dansk ). Haiyun introducerede Kublai til den tidligere Taoisme og nu buddhistiske munk, Liu Bingzhong. Liu var en sand kunstner, der både lavede malerier, kalligrafi, skrev digte og var matematiker. Haiyun blev Kublais rådgiver, da han vendte tilbage til sit tempel i det nuværende Beijing. Kublai tilføjede hurtigt den Shanxi skolede Zhao Bi til sin omgangskreds. Kublai ansatte folk med forskellig etnisk og national baggrund, fordi han var ivrig efter at balancere imperiets interesser.